# The Marathon Family
Pour plus de détails, voir Fiche technique et Distribution.
The Marathon Family (Maratonci trče počasni krug) est un film yougoslave, sorti en 1982.

## Fiche technique
- Titre original : Maratonci trče počasni krug
- Titre français : The Marathon Family
- Réalisation : Slobodan Šijan
- Scénario : Dušan Kovačević
- Costumes : Mira Čohadžić
- Photographie : Božidar Nikolić
- Montage : Ljiljana Lana Vukobratović
- Musique : Zoran Simjanović
- Pays d'origine : Yougoslavie
- Format : Couleurs - 35 mm - 1,33:1 - Mono
- Genre : comédie dramatique
- Durée : 92 minutes
- Date de sortie :
  - Yougoslavie : 4 mars 1982

## Distribution
- Bogdan Diklić (sr) : Mirko Topalović
- Danilo Stojković  : Laki Topalović
- Pavle Vujisić  : Milutin Topalović
- Mija Aleksić : Aksentije Topalović
- Milivoje Tomić : Maksimilijan Topalović
- Radislav Lazarević : Pantelija Topalović
- Zoran Radmilović : Bili Piton
- Seka Sablić : Kristina
- Bora Todorović : Djenka
- Melita Bihali : Olja
- Fahro Konjhodžić : monsieur Rajković
- Veljko Mandić : le frère de Rajković

## Distinctions
- Festival du film de Pula 1982 : prix de la meilleure actrice pour Seka Sablić
- Festival des films du monde de Montréal 1982 : prix du jury pour The Marathon Family